# 蟹江冬藏
蟹江冬藏（日语：／ Kanie Tōzō，1877年12月16日—1964年1月1日）是一名日本陸軍軍人，最終軍階為陸軍少將。

## 生平
蟹江出身於愛知縣，於1900年自陸軍士官學校第12期畢業。
1924年8月，擔任陸軍步兵上校及篠山連隊區司令官；1925年5月任神戶連隊區司令官；1927年3月出任步兵第18聯隊長。之後於1930年8月1日晉升為陸軍少將，同時被列為待命狀態，並於同月29日編入預備役。
1947年11月28日，他被暫時指定為公職追放對象。

## 榮譽
位階
- 1901年10月10日—正八位[4]
- 1910年9月30日—從六位[5]

勳章等
- 1940年8月15日—紀元二千六百年祝典記念章[6]

## 備註
1. 1 2 3 4  『日本陸軍将官辞典』221頁。
2. ↑  『陸海軍将官人事総覧 陸軍篇』174頁。
3. ↑  総理庁官房監査課編『公職追放に関する覚書該当者名簿』日比谷政経会、1949年、「昭和二十二年十一月二十八日 仮指定者」53頁。
4. ↑  『官報』第5484号「叙任及辞令」1901年10月11日。
5. ↑  『官報』第8185号「叙任及辞令」1910年10月1日。
6. ↑  『官報』第4438号・付録「辞令二」1941年10月23日。